# James Aurig

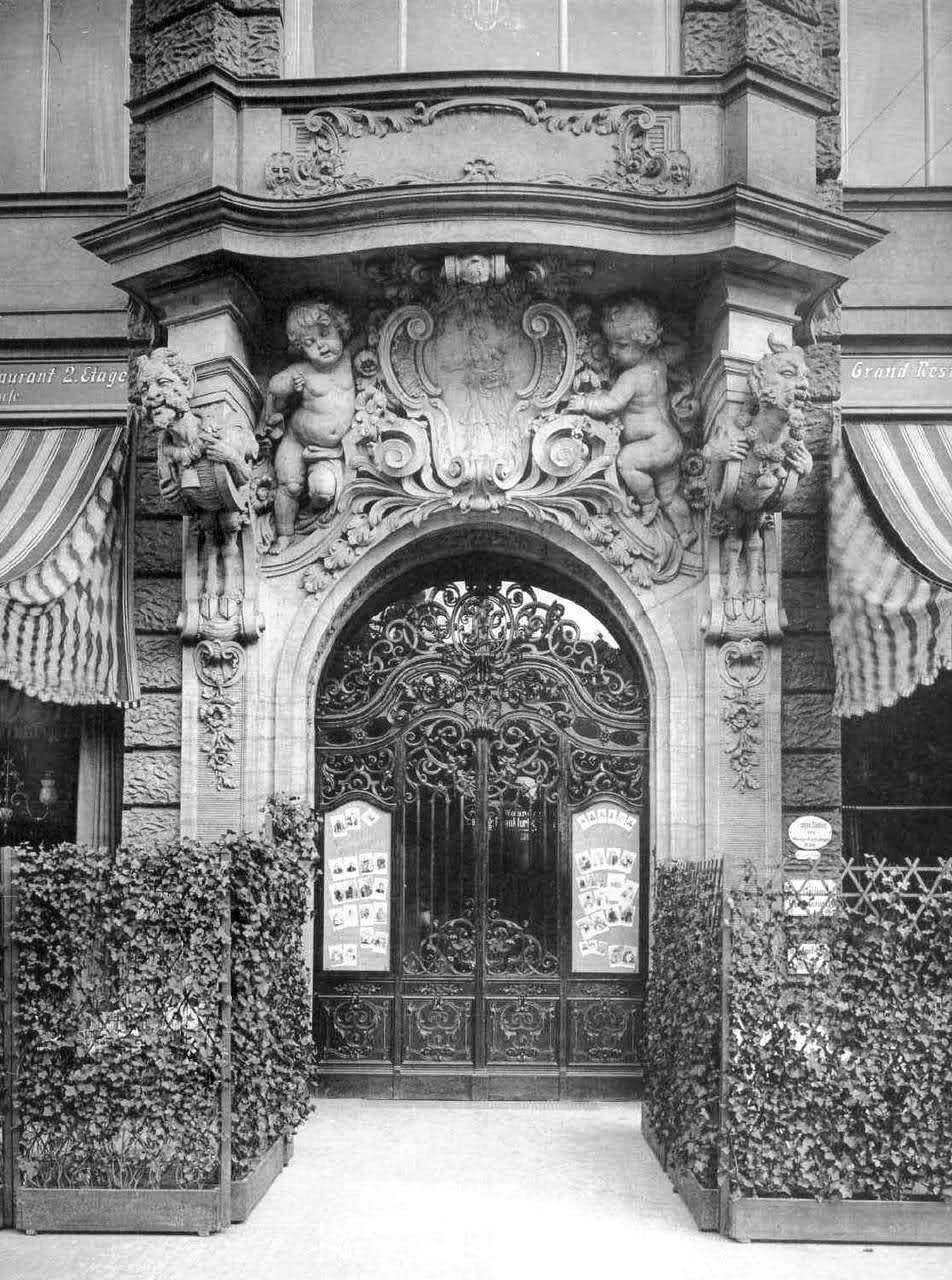
Vstup do císařského paláce v Drážďanech, 1901

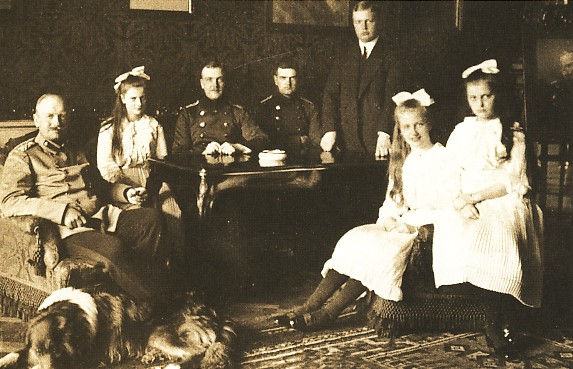
Král Friedrich August III. se svými dětmi

James Buchanan Aurig (28. října 1857 v Gubenu – 19. prosince 1935 v Drážďanech) byl německý fotograf.

## Život
Narodil se v Gubenu. Brzy ztratil rodiče a vyrostl u pěstounů v Krušných horách. V 15 letech odešel jako fotografický pomocník do Saské Kamenice. Kolem roku 1878 dostal místo u fotografa Johannese Schumachera, jenž vlastnil ateliér na ulici Tolkewitzer Strasse v Drážďanech. Ve stejném roce se oženil s Bertou Alma, rozené Müller, s níž měl pět dětí.
Později se musel Schuhmacher svého obchodu vzdát a Aurig pracoval u různých hlavně drážďanských fotografů a vydělával si například retušemi. Roku 1887 si otevřel svůj první fotoateliér na předměstí Drážďan v Johannstadtu. V této době fotografoval převážně v Drážďanech a Berlíně, ale i v Holandsku, Belgii a Švýcarsku. V drážďanské vilové čtvrti Blasewitz si nejprve otevřel dřevěný ateliér a obchod s fotografickými potřebami, v letech 1894 až 1895 mu architekt Karl Emil Scherz navrhl vlastní vilu s ateliérem v ulici Hainstrasse 14, dnešní Justinenstrasse 2. Zde vytvářel především portréty, ale také svatební fotografie. Mimo ateliér zachycoval převážně aktuální události.
Začátkem 20. století začal navštěvovat se svým fotoaparátem známé osobnosti města a portrétoval je. Od roku 1908 patřil k jeho zákazníkům i saský královský dvůr. Roku 1911 mu propůjčil král Fridrich August III. Saský titul „dvorní fotograf jeho výsosti“.
Aurig zemřel roku 1935 v Blasewitzu a byl pohřben v rodinné hrobce.

## Dílo
Fotografoval převážně v Drážďanech a okolí. Svými snímky zachycoval aktuální události, fotografoval i architekturu v Drážďanech a nově postavené vily v Blasewitzu. Stejně jako August Kotzsch zachytil výstavbu mostu přes Labe zvaného Modrý zázrak. Dokumentárně cenné jsou jeho studie prostředí a snímky budov určených k demolici.
Patřil k nejvýznamnějším ateliérovým fotografům Drážďan své doby. Mezi jinými vytvořil portréty politiků, duchovních a profesorů drážďanských vysokých škol: „Až do vypuknutí první světové války byl James Aurig nejlepší adresou pro vysoce hodnotné portréty“.

## Galerie

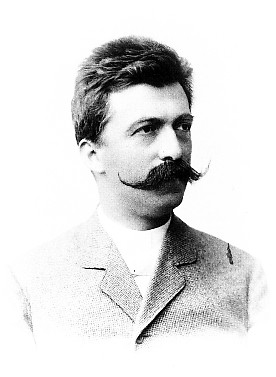
Architekt Karl Emil Scherz
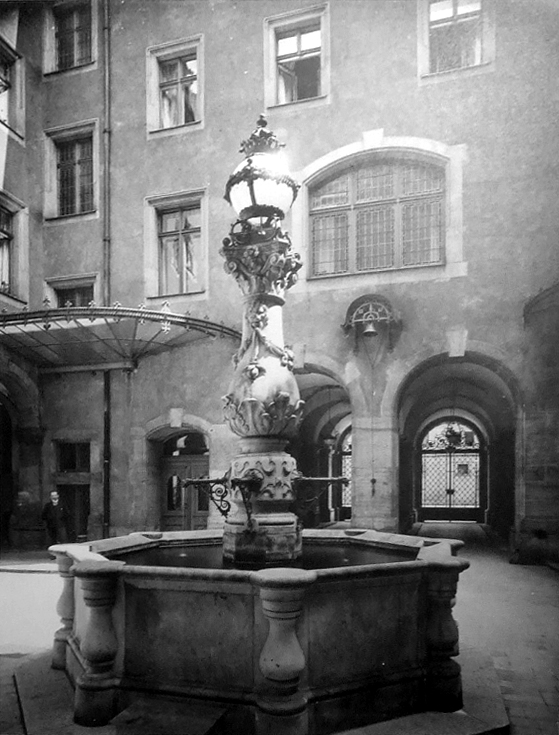
Dvůr drážďanského hospicu s kašnou, zničen 1945
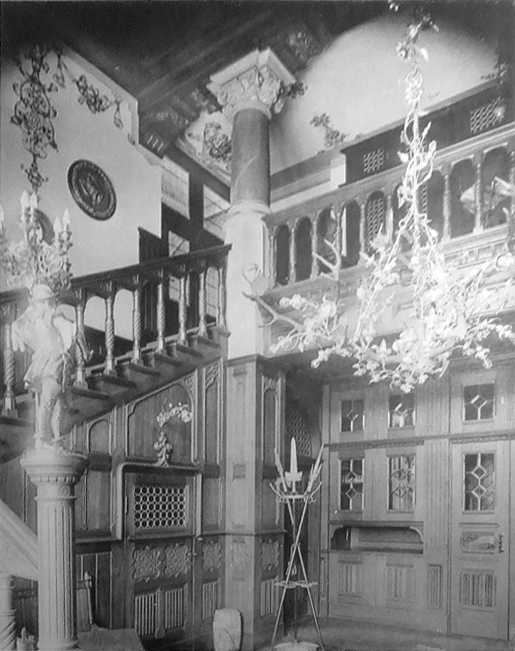
Interiér drážďanského letohrádku, zničen 1945
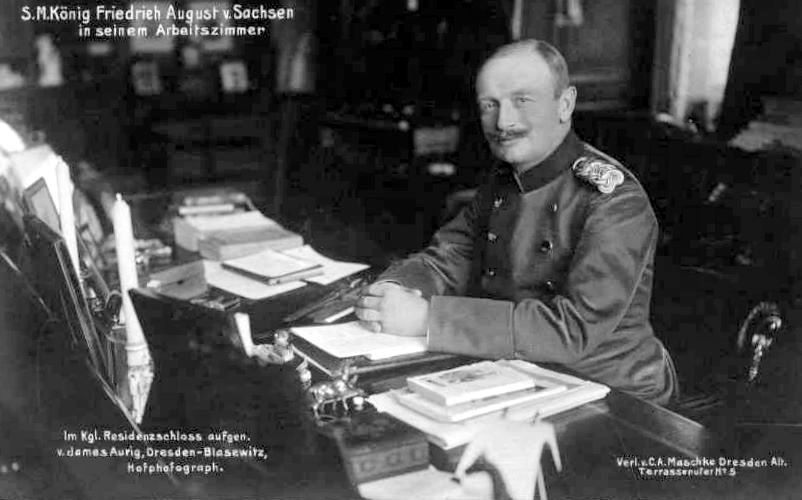
Jeho výsost král Friedrich August III. ve své pracovně